# ヴィガラーノ・マイナルダ
ヴィガラーノ・マイナルダ（伊: Vigarano Mainarda）は、イタリア共和国エミリア＝ロマーニャ州フェラーラ県にある、人口約7,600人の基礎自治体（コムーネ）。

## 地理

### 位置・広がり
フェラーラ県西部のコムーネで、県都フェラーラの西9kmに位置する。

#### 隣接コムーネ
隣接するコムーネは以下の通り。
- ボンデーノ
- フェッラーラ
- ポッジョ・レナーティコ
- テッレ・デル・レーノ

### 気候分類・地震分類
ヴィガラーノ・マイナルダにおけるイタリアの気候分類 (it) および度日は、zona E, 2327 GGである。
また、イタリアの地震リスク階級 (it) では、zona 3 (sismicità bassa) に分類される。

## 行政

### 分離集落
ヴィガラーノ・マイナルダには以下の分離集落（フラツィオーネ）がある。
- Vigarano Pieve, Borgo, Castello, Coronella (in parte), Diamantina, Madonna dei Boschi (in parte), Tortiola

## 姉妹都市
- Caudebec-lès-Elbeuf、フランス
- シャルゴータルヤーン、ハンガリー
- アルトモンテ、イタリア